# Kiểm soát vốn
Kiểm soát vốn là thực hiện các biện pháp can thiệp của chính phủ dưới nhiều hình thức khác nhau, để tác động (hạn chế) lên dòng vốn nước ngoài chảy vào và chảy ra khỏi một quốc gia để nhằm đạt mục tiêu nhất định của chính phủ.

## Các phương pháp kiểm soát vốn

### Kiểm soát vốn trực tiếp
Còn gọi là kiểm soát vốn mang tính hành chính: là việc hạn chế những giao dịch vốn, những khoản thanh toán liên quan đến giao dịch vốn và việc chuyển tiền bằng những quy định mang tính hành chính. Kiểm soát hành chính tác động đến số lượng những giao dịch tài chính từ nước này sang nước khác. Thông thường, loại kiểm soát này áp đặt những nghĩa vụ hành chính lên hệ thống ngân hàng để kiểm tra dòng vốn.

### Kiểm soát vốn gián tiếp
Còn gọi là kiểm soát vốn dựa trên cơ sở thị trường: là việc hạn chế những biến động của dòng vốn và những giao dịch khác thông qua các biện pháp thị trường, chủ yếu là làm cho các giao dịch này phải tốn kém nhiều chi phí hơn, từ đó hạn chế những giao dịch này. Việc kiểm soát vốn có thể xảy ra dưới các hình thức khác nhau như hệ thống đa tỷ giá, đánh thuế ngầm hoặc công khai lên dòng vốn quốc tế, nhưng chủ yếu là đánh thuế vào các dòng vốn ngắn hạn và khuyến khích các dòng vốn dài hạn